# Ema de Guader
Ema de Guader, Ema FitzOsbern ou Ema de Breteuil (Breteuil, c. 1059 - após 1095) foi uma nobre normanda. Ela foi condessa de Norfolk como esposa de Raul de Gael. A oposição do rei Guilherme I de Inglaterra ao casamento, primo do pai de Ema, levou a Revolta dos Condes, o último ato de resistência contra Guilherme. Ela é conhecido por sua defesa valente do Castelo de Norwich, o qual defendeu por três meses. Após um acordo entre as partes, ela deixou a Inglaterra e passou a morar na França com o marido, até partir para a Primeira Cruzada, porém, morreu no caminho para a Terra Santa.

## Família
Ema foi filha de Guilherme FitzOsbern, conde de Hereford e de sua primeira esposa, Adeliza de Tosny.
Os seus avós paternos eram Osberno de Crépon e Ema de Ivry. Os seus avós maternos eram Rogério II de Tosny e Godechilda. Seu avô paterno era sobrinho de Gunora de Crépon, esposa do duque Ricardo I da Normandia.
Ela teve três irmãos: Guilherme de Breteuil, abade e senhor de Breteuil, Rogério de Breteuil, e Adela, esposa de João, senhor de Croy.

## Biografia
No ano de 1075, em Exning, em Cambridgeshire (hoje parte de Suffolk), Ema se casou com Raul de Gael, conde da Ânglia Oriental, e condestável do Castelo de Norwich nomeado por Guilherme I para supervisionar a construção do mesmo durante a ausência do monarca. O casamento foi arranjado pelo irmão de Ema, Rogério. No entanto, o rei Guilherme I se opôs à união. Alguns autores acreditam que a oposição do rei era provavelmente devido ao fato de que unir duas grandes heranças e linhagens reais poderia ser visto como uma ameaça, observando que ele tinha, anteriormente, envenenado parentes que ficaram em seu caminho.
No banquete de casamento, que ocorreu durante uma das ausências do rei, que estava na Normandia, seu irmão e o seu marido planejaram uma rebelião contra Guilherme, o Conquistador, mas foram traídos por Valdevo da Nortúmbria, outro participante da revolta, que revelou a conspiração ao rei. Seu irmão, Rogério, foi capturado e mantido preso foi vários anos pelo rei, apenas sendo solto em 1087, após a morte de Guilherme. Raul, após se unir aos bretões e uma quantidade significativa de mercenários, partiu para encontrar o seu aliado. Porém, antes de chegar à Cambridge, foi confrontado pelos aliados do Conquistador: Guilherme de Warenne, 1.º Conde Surrey, Roberto Malet, e os dois bispos guerreiros, Odo de Bayeux (meio-irmão do rei) e Godofredo de Montbray. O conde recuou para Norwich, onde embarcou num navio, tendo assim conseguido escapar para a Dinamarca, para pedir auxílio. A condessa permaneceu para trás, para defender o Castelo de Norwich que foi cercado por Guilherme.  
Na época, apenas existia a base do castelo, fortificado com troncos de madeira, e a colina da fortificação. Apesar de as chances estarem contra ela, Ema, corajosamente, se recusou a ceder aos homens do rei. Ela organizou a defesa da cidade por tanto tempo - Ema e seus homens foram capaz de resistir ao cerco por três meses - que, eventualmente, o rei teve que entrar num acordo com a condessa para restaurar a paz. Parte do acordo incluía passagem segura para Ema e suas tropas, que teriam de deixar o castelo em até 40 dias.   Outras pessoas que apoiaram a revolta e estiveram presente no banquete de casamento sofreram vários tipos de punições: alguns foram cegados, alguns foram expulsos da terra, alguns tiveram seu pé direito cortado, e outros foram levados para a Escandinávia. As terras que o conde possuía em Norfolk foram dadas, em sua maioria, à família Bigot. Já a condessa partiu para a Bretanha, onde se juntou ao marido.
Ela passou a morar na Bretanha ao lado de Raul, nas suas vastas propriedades herdadas, incluindo o castelo de Wader e Montfort. O casal governou os senhorios de Raul de Gael, Montfort e Montauban, no leste de Rennes. 
Guilherme tentou atacar o castelo do casal na França, mas fracassou. Raul tinha bastante apoio na Bretanha de aliados que ressentiam os normandos, que os viam como vikings arruaceiros (os duques da Normandia, na realidade, eram descendente do viking Rolão, o primeiro duque da Normandia e vassalo do rei francês). Isso forçou o rei inglês a bater em retirada de volta para a Inglaterra e desistir de sua campanha, deixando Ema e Raul em paz.
Ema também participou ativamente da Primeira Cruzada, a qual ela se juntou em 1096, junto ao marido e o filho deles, Alano; eles serviram sob Roberto II da Normandia, filho do rei Guilherme. Raul foi um dos líderes bretões no Cerco de Niceia, em 1097.
A condessa faleceu algum tempo depois do ano de 1096, a caminho da Terra Santa. O local de seu enterro é desconhecido.

## Na cultura popular
Um poema em áudio divulgado pelo SoundCloud comemora a defesa do castelo de Norwich por Ema, no qual exalta a sua coragem, e acusa Raul de covardia. Além disso, a Ema do poema solta formigas na câmera do castelo que pertenceria ao rei caso eles tivessem de se render.

## Descendência
- Guilherme de Gael (c. 1076), sucedeu o pai como senhor de Gael. Após a morte do tio, Guilherme de Breteuil, ele reivindicou Breteuil, mas não obteve sucesso;
- Raul II de Gael (c. 1078 - 1143), sucessor do irmão, em Gael e Montfort, e também recebeu Breteuil em 1119. Foi casado e teve uma filha, Amícia, esposa de Roberto de Beaumont, 2.° Conde de Leicester. É possível que os descendentes de Raul na linhagem masculina retiveram propriedades na Bretanha, com aquisição de Laval e Vitré no século XV com o casamento da herdeira de Montmorency-Laval;[13] Ele também foi bisavô de Isabel, Condessa de Gloucester, que foi a primeira esposa do futuro rei João de Inglaterra.
- Alano de Gael (c. 1080), sabe-se por Orderico Vital que ele acompanhou os pais na Primeira Cruzada.